# Робер и Робер
«Робер и Робер» — лирическая кинокомедия Клода Лелуша.

## Сюжет
Двое мужчин знакомятся на приёме в службе знакомств, куда они решили обратиться за помощью, так как оба испытывают затруднения в личной жизни. Вместе с группой таких же одиноких людей они участвуют в групповом тренинге, который, по замыслу проводящего его психолога, должен способствовать созданию семейных пар. План проваливается, но главные герои становятся хорошими друзьями, и таким образом избавляются от мучающего их одиночества.

## В ролях
- Шарль Деннер — Робер Голдман
- Жак Вильре — Робер Виллир
- Жан-Клод Бриали — Жак Милле, директор брачного агентства
- Франсис Перрен — Фрэнсис Мишо, кандидат
- Жермен Монтеро[фр.] — госпожа Гольдман
- Режин Зильберберг — жена Робера
- Маша Мериль — Агата
- Нелла Бельски[фр.] — госпожа Милле
- Арлетт Эммери — Арлетт Пуарье
- Мари-Пьер де Жерандо[фр.] — инструктор школы жандармерии
- Эрве Жолли[фр.] — заказчик лайф-шоу
- Марсель Рансон-Эрве[фр.] — экзаменатор
- Мишель Морган — камео

## Интересные факты
- Жак Вильре получил французскую национальную кинопремию «Сезар» 1979 года как лучший актёр второго плана[1].